# Herpert van Foreest (1334-1367)
Herpert van Foreest (ook: Herbaren) (genoemd 1334 – Haarlem, 1367), ambachtsheer van de Rijnlandse ambachtsheerlijkheid Middelburg, was schepen te Haarlem en lid van de hoge vierschaar onder graaf Willem V van Holland.
Herpert van Foreest werd geboren als zoon van Jan van Foreest (genoemd 1324 - overleden 1349) en joncfr. Alijt (overleden ± 1350). In 1334 had hij grond in leen bij Moordrecht. In 1347 volgde hij zijn vader op in diens ambachtsheerlijkheid in het Rijnland. Met wie hij was getrouwd is onbekend. Hij is overleden in 1367. Zijn enige erfgenaam is zijn zoon Jan van Foreest (genoemd 1367, overleden 1413). Herpert van Foreest werd begraven in de Janskerk te Haarlem. Zijn grafsteen met het familiewapen van Van Foreest bevindt zich daar nog steeds.
Herpert leefde tijdens de Hoekse en Kabeljauwse twisten. Hij stond aan de kant van de Kabeljauwen. In de hoedanigheid als lid van de hoge vierschaar verrichtte hij in 1356 twee lijkschouwingen in de gouw Kennemerland, ten tijde dat Kabeljauw-gezinde Gijsbrecht II van Nijenrode daar als baljuw fungeerde. Nadat Albrecht van Beieren in 1358 de macht overnam, werd Herpert waarschijnlijk uit alle ambtsbetrekkingen gezet, want sindsdien bekleedde hij geen bestuurlijke functies meer in Haarlem.
Herpert was nauw betrokken bij het waterbeheer van zijn ambacht in het Rijnland. Op 31 maart 1352 verleende Jan van Beaumont, de oom van Margaretha van Beieren aan de lieden uit Middelborch en omgeving een vergunning tot het maken van een watergang. Vijf jaar later, in 1357 na de dood van Beaumont, sluiten de vrouwen en heren van Boskoop, Randenburg, Middelburg en Zuidwijk, onder wie Herpert van Foreest, een nieuwe overeenkomst betreffende onderhoud en bestuur van die watergang. In 1361 spreekt Albrecht van Beieren over de Alphener wetering welke loopt langs Harpers ambacht van Foreest, dat geheten is Spoelwijck.